# Kaskarspitze
Die Kaskarspitze ist ein 2580 m ü. A. hoher Berg im Karwendel in Tirol.

## Lage und Umgebung
Die Kaskarspitze liegt nördlich des Talschlusses des Samertales in der Gleirsch-Halltal-Kette. Nach Süden entsendet sie einen ausgeprägten Grat, der das Praxmarerkar im Westen vom Kaskar im Osten trennt. Nachbarberg im Westen ist die Östliche Praxmarerkarspitze (2638 m ü. A.), östlich befindet sich die Sonntagkarspitze (2575 m ü. A.). Nach Norden hin fällt die Kaskarspitze mit 600 Meter hohen steilen Felswänden zu den Grubachreisen oberhalb des Hinterautals, in welchem die Isar entspringt, hin ab.

## Wege
Die Kaskarspitze ist über den Normalweg von der Pfeishütte (1922 m ü. A.) aus in ca. 3 Stunden erreichbar. Dieser Weg führt über das Kaskar zum Hauptgrat und über diesen im Schwierigkeitsgrad II (UIAA) zum Gipfel. Der Übergang zur Praxmarerkarspitze über den Grat weist den Schwierigkeitsgrad III auf.

## Geschichte
Hermann von Barth gelang die Erstbesteigung des Berges am 1. August 1870, wobei er den heutigen Normalweg benutzte. Am selben Tag gelang ihm noch die Erstbesteigung der Sonntagkarspitze. In den Tagen zuvor hatte er die Jägerkarspitzen und die Praxmarerkarspitzen erstbestiegen, am nächsten Tag erstieg er den Hohen Gleirsch und stieg nach Scharnitz ab.